# Inversa funktionssatsen
Inversa funktionssatsen är en matematisk sats inom differentialkalkyl. Satsen ger tillräckliga villkor för att en funktion ska vara inverterbar i en omgivning till en given punkt och en formel för beräkning av derivatan av den inversa funktionen.

## Inversa funktionssatsen

### Envariabelanalys
Om f är kontinuerligt deriverbar med nollskild derivata i punkten a så är f inverterbar i en omgivning till a. Om {\displaystyle f(a)=b} kan derivatan av {\displaystyle f^{-1}} beräknas i punkten b genom:
{\displaystyle \left(f^{-1}\right)'(b)={\frac {1}{f'(a)}}}

### Flervariabelanalys
Låt {\displaystyle \mathbf {F} :\mathbb {R} ^{n}\to \mathbb {R} ^{n}} vara en kontinuerligt deriverbar avbildning. Om {\displaystyle \mathbf {a} } är en punkt så att Jacobideterminanten är nollskilld i {\displaystyle \mathbf {a} }
{\displaystyle \det \mathbf {F} '(\mathbf {a} )\neq 0,}
så finns det omgivningar U och V kring {\displaystyle \mathbf {a} } respektive {\displaystyle \mathbf {F} (\mathbf {a} )} så att avbildningen {\displaystyle \mathbf {F} :U\to V} är bijektiv och inversen {\displaystyle \mathbf {F} ^{-1}} är kontinuerligt deriverbar.
Om {\displaystyle \mathbf {F} (\mathbf {a} )=\mathbf {b} } så kan Jacobimatrisen till {\displaystyle \mathbf {F} ^{-1}} kan beräknas med
{\displaystyle \left(\mathbf {F} ^{-1}\right)'(\mathbf {b} )=\left(\mathbf {F} '(\mathbf {a} )\right)^{-1}}

## Bevis
Det finns många bevis för inversa funktionssatsen. Det enklaste bygger på satsen om största och minsta värde. Ett generellare bevis bygger på Banachs fixpunktssats, som även kan användas till att bevisa en generalisering av satsen som gäller i oändlighetsdimensionella vektorrum.

## Exempel
Betrakta {\displaystyle F:\mathbb {R} ^{2}\to \mathbb {R} ^{2}} definierad av
{\displaystyle \mathbf {F} (x,y)={\begin{pmatrix}e^{x}\cos y\\e^{x}\sin y\end{pmatrix}}}
Jacobimatrisen blir
{\displaystyle \mathbf {F} '(x,y)={\begin{pmatrix}e^{x}\cos y&-e^{x}\sin y\\e^{x}\sin y&e^{x}\cos y\end{pmatrix}}}
så att determinaten är
{\displaystyle \det \mathbf {F} '(x,y)=e^{2x}\cos ^{2}y+e^{2x}\sin ^{2}y=e^{2x}.}
Då {\displaystyle e^{2x}} är nollskild för alla reella x ger inversa funktionssatsen att varje {\displaystyle \mathbf {q} \in \mathbb {R} ^{2}} har en omgivning där funktionen är inverterbar.